# Arvo Närvänen

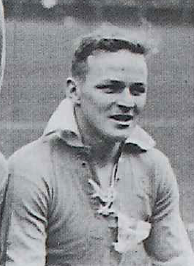
Arvo Närvänen, 1933

Arvo „Ati“ Närvänen (* 12. Februar 1905 in Viipuri; † 4. April 1982 in Helsinki) war ein finnischer Fußball- und Bandyspieler.
Närvänen spielte für den Verein Viipurin Sudet. Mit der Bandymannschaft des Vereins wurde er achtmal finnischer Meister. Für die Nationalmannschaft absolvierte er 14 Länderspiele.
Im Fußball debütierte er bereits als 19-Jähriger in der Nationalmannschaft und spielte bis 1933 41-mal im Nationaltrikot. 1936 wurde er für die Olympischen Spiele in Berlin erneut ins Team berufen. Finnland schied mit Närvänen jedoch nach einem 3:7 gegen Peru bereits nach einem Spiel aus. Sein einziges Tor für die Nationalmannschaft erzielte er im September 1929 bei einem Freundschaftsspiel gegen Lettland (3:1 für Finnland).
Sein jüngerer Bruder Ville Närvänen spielte ebenfalls für Sudet in der Fußballmannschaft.